# Jack Richardson (aktor)
Jack Howard Richardson (ur. 18 listopada 1883 w Nowym Jorku, zm. 17 listopada 1957 w Santa Barbara w Kalifornii) – amerykański aktor.
W 1911 roku podpisał kontrakt z Thanhouser Company i zaczął pracować przez kilka lat jako aktor w filmie niemym. Aż do śmierci zagrał w ponad 600 filmach.

## Filmografia
| Year | Film                         | Role                                | Notes                              |
| ---- | ---------------------------- | ----------------------------------- | ---------------------------------- |
| 1911 | The Gun Man                  | The Gun Man (bandyta)               |                                    |
| 1912 | The Maid and the Man         | Ike Getrich                         |                                    |
| 1913 | The Haunted House            |                                     |                                    |
| 1914 | Sir Galahad of Twilight      | Jim, his partner                    |                                    |
| 1915 | A Heart of Gold              | Jack Price                          |                                    |
| 1915 | A Touch of Love              | Steve                               |                                    |
| 1916 | Land o' Lizards              | Buck Moran                          | Inny tytuł: Silent Shelby          |
| 1917 | Blood Money                  |                                     |                                    |
| 1917 | The Outlaw and the Lady      |                                     |                                    |
| 1917 | Golden Rule Kate             | „Slick” Barney                      |                                    |
| 1918 | You Can't Believe Everything | Hasty Carson                        |                                    |
| 1918 | Wife or Country              | Dr. Meyer Stahl                     |                                    |
| 1919 | Dangerous Hours              | Boris Blotchi                       |                                    |
| 1920 | The Fatal Sign               |                                     |                                    |
| 1921 | The Show Down                | Blackie                             |                                    |
| 1922 | A Dangerous Adventure        | Herbert Brandon                     |                                    |
| 1923 | The Daring Years             | Flagier, właściciel kabaretu        |                                    |
| 1924 | Tiger Thompson               | Bull Dorgan                         |                                    |
| 1924 | Dynamite Dan                 | Spike Moran                         |                                    |
| 1925 | Beyond the Border            | Brick Dawson                        |                                    |
| 1926 | The Winking Idol             | Crawford Lange                      |                                    |
| 1926 | Her Honor, the Governor      | Slade                               | Inny tytuł: The Second Mrs. Fenway |
| 1927 | The Trail of the Tiger       | Ned Calvert                         |                                    |
| 1928 | Eagle of the Night           |                                     |                                    |
| 1929 | One Splendid Hour            | Peter Hoag                          |                                    |
| 1930 | The Costello Case            | Donnelly                            |                                    |
| 1931 | Unfaithful                   | Armstrong                           |                                    |
| 1932 | The Man from New Mexico      | Jim Fletcher                        |                                    |
| 1933 | Syn King Konga               | marynarz                            | Niewymieniony                      |
| 1934 | Babbitt                      | Sekretarz prokuratora               | Niewymieniony                      |
| 1935 | Gold Diggers of 1935         | Poseł sprawozdawca                  | Niewymieniony                      |
| 1936 | Give Me Liberty              | Mężczyzna klęczący przed komisarzem | Film krótkometrażowy Niewymieniony |
| 1937 | Kid Galahad                  | Bok ringu, czwarta walka            | Niewymieniony                      |
| 1938 | The Adventures of Robin Hood | Poddany                             |                                    |
| 1939 | The Roaring Twenties         | Pasażer pociągu sypialnego          | Niewymieniony                      |
| 1940 | Gun Code                     | Mike McClure                        |                                    |
| 1941 | Meet John Doe                | Człowiek w restauracji              | Niewymieniony                      |
| 1942 | Obliging Young Lady          | Drugi wujek                         | Niewymieniony                      |
| 1944 | The Climax                   | Dyrygent                            | Niewymieniony                      |
| 1945 | Bells of Rosarita            | Studio Director                     | Niewymieniony                      |
| 1946 | Suspense                     | Gracz w pokera                      | Niewymieniony                      |
| 1947 | That's My Gal                | Kupiec                              | Niewymieniony                      |
| 1949 | Zabiłem Jessego Jamesa       | St. Joseph Saloon barman            | Niewymieniony                      |
| 1951 | The Mating Season            | Członek zarządu                     | Niewymieniony                      |